# Beheiren
Beheiren (ベ平連, сокращение от ベトナムに平和を！市民連合, Betonamu ni Heiwa o! Shimin Rengo, «Гражданская лига мира во Вьетнаме») была японской группой активистов, существовавшей с 1965 по 1974 год. Как коалиция нескольких сотен антивоенных группировок она протестовала против помощи Японии Соединённым Штатам Америки во время войны во Вьетнаме.

## История
Beheiren утверждает, что помогли 20 солдатам США дезертировать, в некоторых случаях предоставив им фальшивые паспорта и другие документы, и помогая им бежать в Швецию через Советский Союз. Они также использовали приемы акционерного активизма — покупали отдельные акции Mitsubishi, чтобы на собраниях акционеров могли говорить о поддержке компанией американских военных действий. Группа также помогала американским солдатам, которые издавали и распространяли подпольные газеты и брошюры в Японии. Они помогли Бесстрашной четвёрке дезертировать и искать убежища в Швеции в 1967 году, а позже помогли дезертиру Терри Уитмору в 1968 году.
В состав организации входили Макото Ода (представитель), Юити Ёсикава (генеральный секретарь), Митоси Такабатакэ, Амон Миямото, Итиё Муто, Синобу Ёсиока, Такэси Кайко, Ёсиюки Цуруми и Сюнсукэ Цуруми.
Как и многие группы новых левых, Beheiren занял позицию, независимую от Советского Союза и коммунистического блока.